# Ridin' Dirty
Albums de UGK
Super Tight
(1994) Dirty Money
(2001)
Ridin' Dirty est le troisième album studio d'UGK, sorti le 29 juillet 1996.
L'album s'est classé 2e au Top R&B/Hip-Hop Albums et 15e au Billboard 200.

## Liste des titres
| No  | Titre                                                                                         | Contient un (des) sample(s) de                                      | Durée |
| --- | --------------------------------------------------------------------------------------------- | ------------------------------------------------------------------- | ----- |
| 1.  | Intro (featuring Smoke D)                                                                     |                                                                     | 1:06  |
| 2.  | One Day (featuring Ronnie Spencer – Produit par Pimp C, N.O. Joe et Mr. 3-2)                  | Ain't I Been Good to You (Part 1 & 2) des Isley Brothers            | 5:24  |
| 3.  | Murder (Produit par N.O. Joe et Pimp C)                                                       |                                                                     | 3:52  |
| 4.  | Pinky Ring (featuring Kristi Floyd – Produit par Pimp C et N.O. Joe)                          | Future Shock de Curtis Mayfield                                     | 5:12  |
| 5.  | Diamonds & Wood (featuring Reginald Hackett – Produit par N.O. Joe et Pimp C)                 | Munchies for Your Love du Bootsy's Rubber Band Elbows Swang de .380 | 5:13  |
| 6.  | 3 in the Mornin' (featuring Big Smokin' Mitch – Produit par Sergio)                           |                                                                     | 5:41  |
| 7.  | Touched (featuring 3-2 – Produit par N.O. Joe et Pimp C)                                      | Children's Story de Slick Rick                                      | 5:04  |
| 8.  | Fuck My Car (Produit par N.O. Joe et Pimp C)                                                  |                                                                     | 3:59  |
| 9.  | That's Why I Carry (featuring N.O. Joe – Produit par N.O. Joe et Pimp C)                      |                                                                     | 5:38  |
| 10. | Hi Life (featuring N.O. Joe – Produit par N.O. Joe et Pimp C)                                 |                                                                     | 5:25  |
| 11. | Good Stuff (featuring Reginald Hackett et C. Butler – Produit par Pimp C, Sergio et N.O. Joe) | Backstrokin' du Fatback Band                                        | 3:48  |
| 12. | Ridin' Dirty (Produit par Pimp C et N.O. Joe)                                                 | Angel de Wes Montgomery Vapors de Biz Markie                        | 5:32  |
| 13. | Outro (Produit par Pimp C)                                                                    |                                                                     | 9:26  |